# ロカルノ
ロカルノ（Locarno）は、スイス南部ティチーノ州のマッジョーレ湖の北に位置する基礎自治体（コムーニ）。イタリア語圏のティチーノ州は、南部でイタリアと境を接する。
歴史的な建物が並ぶ「ピアッツァ・グランデ（大広場）Piazza Grande」や中世の教会、細い路地が残る旧市街、クリーム色の聖堂が印象的な「マドンナ・デル・サッソ Santuario della Madonna del Sasso 」など豊富な見どころが多くの観光客を引き寄せて
いる。
ロカルノ条約（1925年）やロカルノ国際映画祭で知名度が高いため州都と誤解されることもあるが、州都はベッリンツォーナである。サッカークラブ、FCロカルノの本拠地である。

## 関係者

### 出身者
- オリバー・ノイビル：サッカー選手
- ミルコ・エリス：俳優
- フェリチェ・ヴァリーニ：現代美術家
- フランチェスコ・ピエモンテージ：ピアニスト

### 居住その他ゆかりある人物
- エーリヒ・マリア・レマルク：小説家
- パトリシア・ハイスミス：小説家。1982年から同地の病院で亡くなる1995年まで近郊に居住。